# 特斯拉Roadster
特斯拉Roadster（英語：Tesla Roadster）是特斯拉汽车公司于2008年推出、2012年停产的一款纯电动跑车。Roadster既是首款使用锂离子电池的量产全电动跑车，也是首款续航里程达到200英里（320）的纯电动车。
特斯拉共在30余个国家销售了约2450辆Roadster，而其中大多数是于停产前的2012年第四季度在亚洲与欧洲售出的。特斯拉还于2010年初开始销售右座驾驶的Roadster。在许多国家，购买Roadster都能获得电动车补贴。
2009年10月27日，Roadster在澳大利亚举行的全球绿色汽车挑战赛（Global Green Challenge）中创造了单次充电行驶311英里（501）的量产电动车续航里程世界纪录，当时的平均车速为25 mph（40 km/h） 。2010年，前F1车手埃里克·科马斯驾驶Roadster在为期三天、近620英里（1,000）的蒙特卡洛替代能源汽车拉力赛（Monte Carlo Alternative Energy Rally）中击败其他96名参赛者夺冠，使Roadster成为了首辆夺得该项赛事冠军的电动车，同时也是首辆获得国际汽联承认赛事冠军的电动车。
据美国环保署的数据显示，Roadster的续航里程为244英里（393），0至60 mph（0至97 km/h）加速为3.7至3.9秒。其最高车速可达125 mph（201 km/h），等效油耗则为120mpg（2.0 L/100 km）。同时，其电池-里程的转换率则能达到135Wh/km，平均效率为88%。
2017年11月，特斯拉宣布将推出0至60 mph（0至97 km/h）加速1.9秒的新款Roadster跑车。

## 太空发射
一輛由伊隆·馬斯克擁有的特斯拉Roadster於2018年2月6日15:45 EST由SpaceX的獵鷹重型運載火箭處女航發射進入火星軌道。

## 圖集

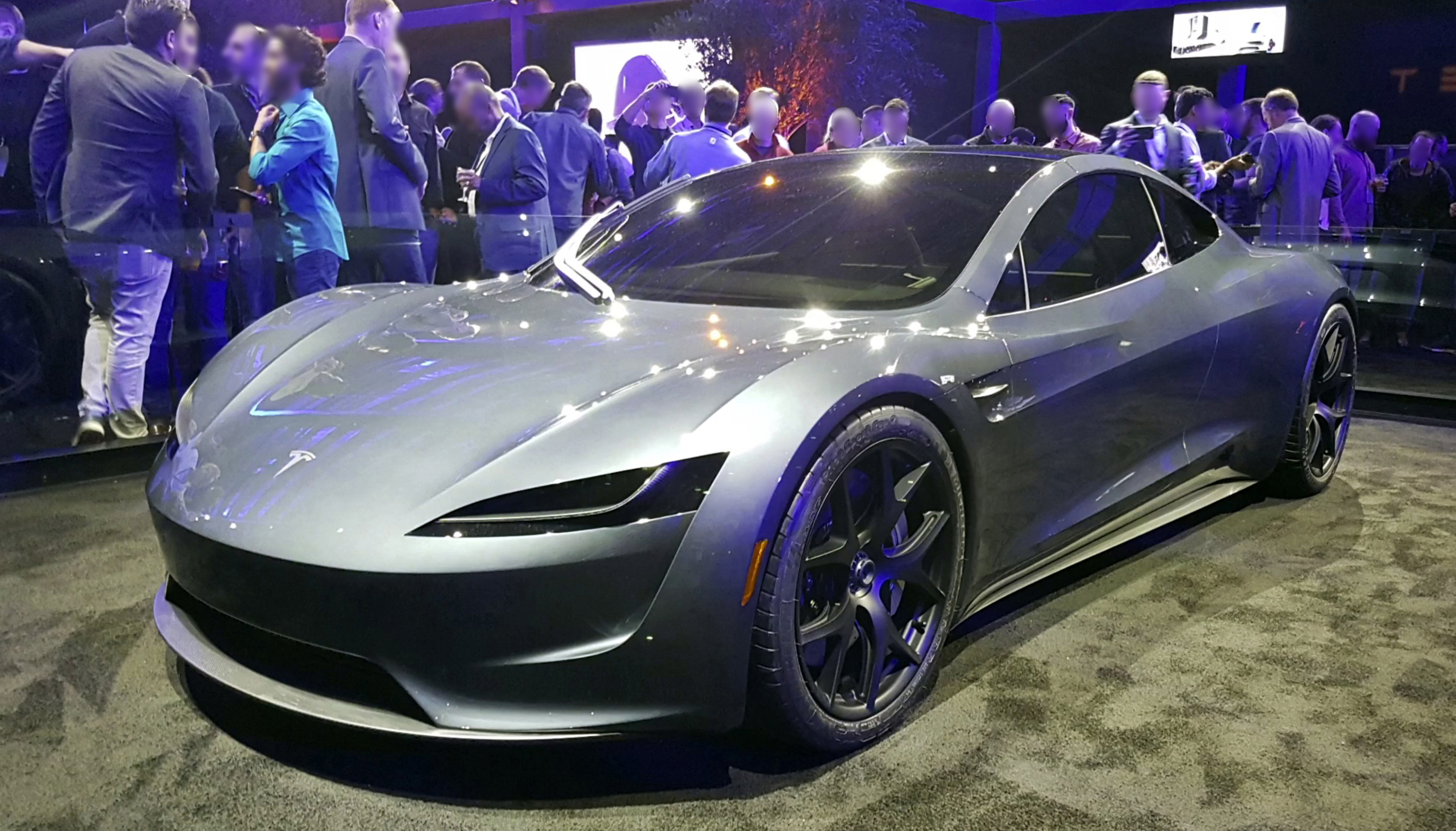
特斯拉Roadster

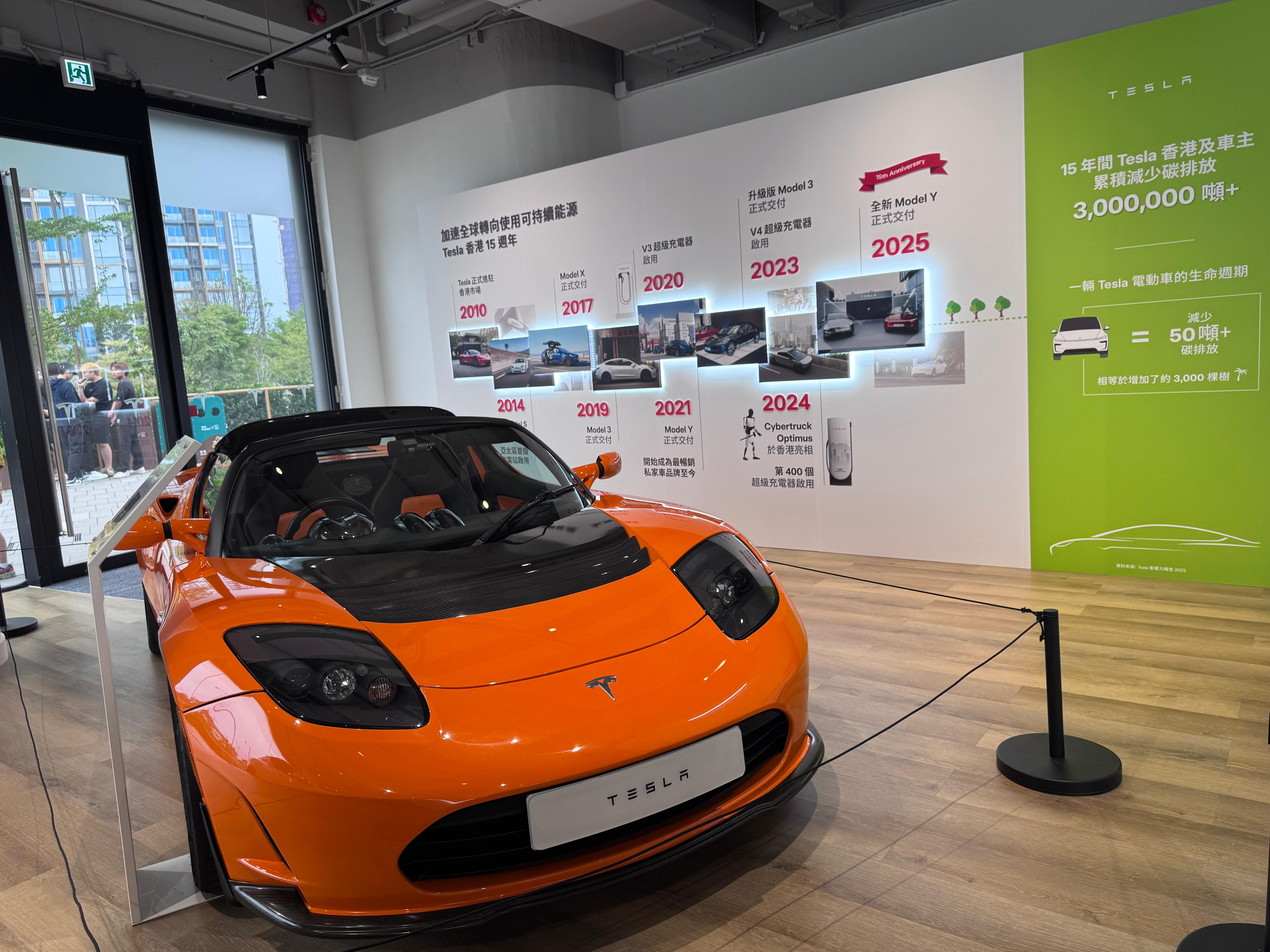
特斯拉Roadster在香港展覽